# 阿部まみ
阿部 まみ（あべ まみ、1990年 （平成2年）6月23日 - ）は、元福岡放送（FBS）のアナウンサー。元プロチアリーダー。秋田県秋田市出身。

## 来歴
秋田大学教育文化学部附属中学校、聖霊高等学校卒。2013年3月、同志社大学政策学部を卒業。
高校時代から地元の県政番組に出演していたほか、大学在学中は関西テレビの番組を中心にテレビのリポーターとして活動。
2013年、秋田朝日放送（AAB）に入社。同局にはアナウンス部がないため、報道制作センターに所属し、フィールドキャスター・記者業務を兼務してテレビ出演をしていた。主に事件や事故、スポーツ現場を担当。同期は現在仙台放送アナウンサーの下山由城。
AABを退社後、2018年のミスなでしこ日本に出場し約500人の中から秋田県代表に選ばれた。
その後活動拠点を福岡に移し、同年4月から2023年3月までテレビ西日本（TNC）でキャスター、中継リポーターを務めた。
同年4月、福岡放送（FBS）にアナウンサーとして入社し、2025年3月末に退社。

### チアリーダーとして
- 2009年、京都に新設されたbjリーグ所属の京都ハンナリーズオフィシャルチアダンサー第2回オーディションにて練習生に選ばれる。2ヶ月後の合同合宿テストにて1期生に昇格し､チーム専属のプロチアダンサーとなった。当時の背番号は16番。このとき共に昇格したのは､第1回オーディションに参加していたERINA（京都新聞参照）。

- メンバーのYUI・YUKKOとは同い年の18歳でチーム最年少だった。

- bjリーグ2009 - 10「ベストパフォーマー賞」を受賞。

- 2010年、バイスキャプテンに就任。

- 2011年から2年間、日本女子プロ野球機構所属の専属チアリーダー1期生・キャプテンとしても活動。バスケと野球の試合シーズンが被らないため掛け持ちをしていたという。

- 野球のホーム試合（わかさスタジアム京都・大阪ドーム）以外に福岡ドーム、札幌ドーム、ナゴヤドーム、西武ドーム、ヤンマースタジアム長居、明治神宮野球場など、全国各地の球場で開催された年間50試合にて選手に帯同した。

- 現役中は、大阪・京都・滋賀の幼稚園児・小中学生にチアダンスを指導[2]。

- 2011年、東日本大震災の被災地復興のため仙台市民球場で開催されたビジター試合にて、現地・宮城県の子どもたちと合同パフォーマンスを披露。

- 2013年、京都ハンナリーズがbjリーグファイナルへ進出。東京・有明コロシアムで行われたセミファイナルにて大学卒業と同時に現役を引退し、チームでの活動を終える。

- 2018年から2021年にかけて、日本プロサッカーリーグのアビスパ福岡やB.LEAGUE所属・熊本ヴォルターズの試合等でゲストとしてパフォーマンスを披露。3x3日本大会（FIBA公認3人制バスケットボール）へも公式チアダンサーとして参加した。

## 人物
- 身長163cm。

- 3姉妹で2人の妹がいる。妹はNHKのアナウンサー。

- 2018年6月に行われた『ミスなでしこ日本』の地区大会にてミス秋田代表に選出された。同年8月の日本大会で県内初のベスト8を受賞し、秋田市長を表敬訪問[3]。

## 現在の出演番組

### 福岡放送
- めんたいワイド - フィールドキャスター（月・水・金）元木寛人アナウンサーと曜日ごとに担当
- news zero
- news every.
- NNNニュース

### テレビ西日本
- ももち浜S 特報ライブ - 中継リポーター
- FNN Live News α - ローカルニュース内キャスター
- S-PARK - ローカルニュース内キャスター
- めざましテレビ - ローカルニュース担当
- 土曜NEWSファイル CUBE - 不定期
- ももち浜ストア - リポーター

## その他の出演番組
- メイドインカンサイ(関西テレビ、2010年10月11日 - )
- 京スポ（KBS京都、2011年6月23日 - 8月25日）
- ニュース610京いちにち(NHK京都、2011年10月13日)
- やのぱんの生活情報部（KBS京都、2012年10月2日）
- FEEL THE HANNARISM (αステーションエフエム京都 89.4MHz、2009年10月18日 - 2010年5月6日)
- 寺谷一紀のLet'sワイド(FM79.7 2009年12月)
- ANNニュース（テレビ朝日、2013年6月16日 - ）
- モーニングバード（テレビ朝日、2013年8月21日 - ）
- ワイドスクランブル（テレビ朝日、2013年8月12日 - ）
- ANNスーパーJチャンネル（テレビ朝日、2013年8月 - ）
- グッド！モーニング（テレビ朝日、2013年11月8日 - ）
- GET SPORTS（2015年9月7日）
- 報道ステーション（テレビ朝日、2013年8月9日 - ）
- 報道ステーションSUNDAY（テレビ朝日、2013年6月2日）
- やじうまテレビ！～マルごと生活情報局～（テレビ朝日、2013年8月8日・14日）
- サンデースクランブル（テレビ朝日、2013年8月11日）
- ポータルANNニュース&スポーツ（テレビ朝日、2013年6月16日）
- あさナビ（テレビ朝日、2013年8月10日）